# Schierling
Schierling est une commune de Bavière (Allemagne), située dans l'arrondissement de Ratisbonne, dans le district du Haut-Palatinat.

## Géographie
Schierling se situe dans les collines de Basse-Bavière, entre Ratisbonne et Landshut ; elle est en bordure de la Hallertau à l'extrémité sud du Haut-Palatinat. Le village est bâti dans la vallée de la Große Laber, sur l'ancienne voie romaine de Eining à Straubing.
La municipalité se compose de 26 quartiers :
| - Allersdorf - Birnbach - Buchhausen - Deutenhof - Eggmühl - Inkofen - Kolbing | - Kraxenhöfen - Lindach - Mannsdorf - Mauernhof - Oberbirnbach - Oberdeggenbach - Oberlaichling | - Pinkofen - Roflach - Schierling - Schnitzlmühl - Schönhöfen - Stanglmühl | - Unterdeggenbach - Unterlaichling - Wahlsdorf - Walkenstetten - Winkl - Zaitzkofen |